# Mode de désintégration
Un mode de désintégration est un processus par lequel un noyau atomique instable se désintègre. Les modes les plus courants sont les désintégrations β−, ε, β+ et α. Un même nucléide peut se désintégrer concurremment selon plusieurs modes.

## Histoire
La radioactivité est découverte par Henri Becquerel en 1896, mais seulement caractérisée par le rayonnement émis par les sels d'uranium, capable d'impressionner une plaque photographique. En 1899, Ernest Rutherford montre que le rayonnement émis par du minerai d'uranium est ionisant, puis qu'il se compose en fait de deux rayonnements dont l'un pénètre moins profondément que l'autre des feuilles de métal ; il nomme respectivement α et β ces deux rayonnements. En 1900, Paul Villard découvre un rayonnement émis par le radium, que Rutherford nommera en 1903 rayonnement γ en raison de sa pénétration de la matière plus profonde encore que celle du rayonnement β, et dont il démontrera qu'il est constitué de particules électriquement neutres (mais ce n'est qu'en 1914 que la diffraction des rayons γ par les surfaces cristallines  démontrera qu'il s'agit d'un rayonnement électromagnétique donc de photons). La même année 1900, Becquerel mesure le rapport masse/charge des particules β et en déduit qu'il s'agit d'électrons (après la découverte du positon en 1932 et celle de la radioactivité β+ en 1934, on appellera ces particules β−). Toujours en 1900, Rutherford découvre que le thorium, radioactif, produit une « émanation » (un gaz) elle-même radioactive mais dont la radioactivité diminue exponentiellement avec le temps : il découvre ainsi la loi de décroissance radioactive et définit la période radioactive (ou demi-vie). En 1903, Rutherford et Frederick Soddy montrent que cette émanation est constituée d'atomes, différents de ceux du thorium (on sait aujourd'hui qu'il s'agit de radon 220), et donc que la radioactivité (l'émission d'un rayonnement) s'accompagne d'une désintégration des atomes radioactifs. En 1908, Rutherford et Thomas Royds montrent que les particules α (les particules chargées dont est constitué le rayonnement α) sont des atomes d'hélium (aujourd'hui, on préciserait d'hélium 4) privés de leurs électrons, c'est-à-dire des noyaux d'hélium (mais ce n'est qu'en 1911 que Rutherford déduira l'existence d'un noyau chargé positivement et de très petite taille, au centre des atomes, des expériences menées sous sa direction par Geiger et Marsden). Ainsi, en 1908, les trois principaux modes de désintégration (α, β− et γ) des radioisotopes naturels sont élucidés.

## Différents modes

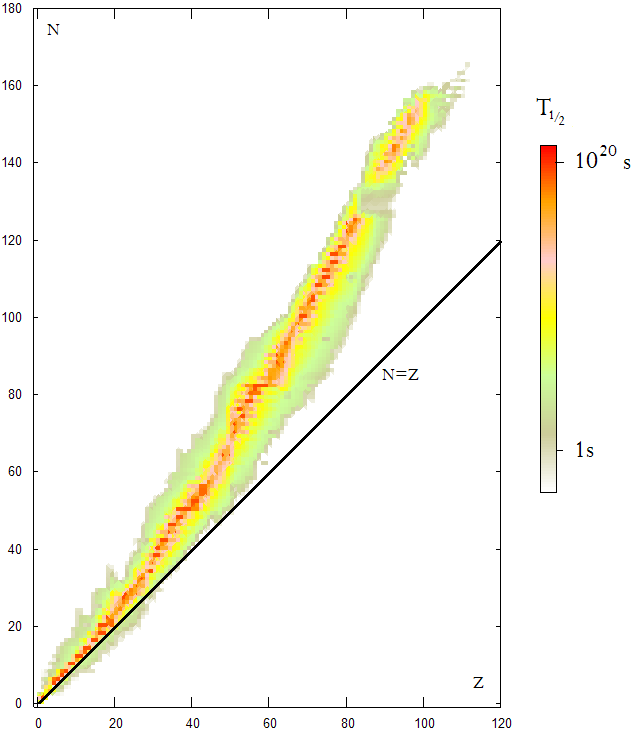
Vallée de stabilité.

L'instabilité des noyaux est due, sauf pour les plus lourds d'entre eux, à un déséquilibre entre le nombre de neutrons N et le nombre de protons Z (comme le montre la figure ci-contre, le rapport N/Z optimal croît en fonction de Z de 1 à 1,6). Les noyaux les plus lourds ont globalement trop de nucléons. La régularité de cette tendance est perturbée par la parité de Z et N (les noyaux sont mieux liés quand Z ou bien N est pair que quand les deux sont impairs, et encore mieux liés quand les deux sont pairs) et par l'existence de « nombres magiques » (de protons et/ou de neutrons) pour lesquels les noyaux sont particulièrement bien liés (leur énergie de liaison par nucléon est particulièrement grande) : 2, 8, 20, 28, 50, 82, 126 et 184. Les différents modes de désintégration ont logiquement pour effet de ramener le rapport N/Z vers la valeur optimale ou, pour les noyaux les plus lourds, de diminuer la somme A = N + Z. Par ailleurs certains noyaux, notamment ceux déjà issus d'une désintégration radioactive, sont dans un état excité et « retombent » dans leur état fondamental en émettant un photon (radioactivité γ).
On peut classer les différents modes de désintégration selon la cause de l'instabilité et donc l'effet de la désintégration :
- noyaux relativement trop riches en neutrons : diminution de N/Z par l'émission d'électrons (un ou deux) ou l'émission de neutrons (un ou plusieurs) ;
- noyaux relativement trop riches en protons : augmentation de N/Z par la capture d'électrons (un ou deux), l'émission d'un positon ou l'émission de protons (un ou deux) ;
- noyaux trop lourds : diminution de N+Z par l'émission d'un petit noyau (hélium 4 ou noyau un peu plus lourd) ou par fission spontanée (binaire ou ternaire).

Un même nucléide est souvent sujet à plusieurs modes de désintégration de la même classe (diminution de N/Z, augmentation de N/Z ou diminution de N+Z). En raison de la complexité liée à la parité de N et Z ainsi qu'à l'existence des nombres magiques, un même nucléide est parfois sujet à des désintégrations augmentant N/Z et à des désintégrations diminuant ce rapport. Les noyaux les plus lourds peuvent être sujets, concurremment avec des désintégrations diminuant N+Z, à des désintégrations de l'une des deux autres classes (voire des deux).

### Modes de désintégration des noyaux relativement trop riches en neutrons

#### Émission d'un électron (désintégration β−)
Dans la désintégration β−, un neutron se désintègre en un proton, un électron et un antineutrino :
1
0n ⟶ 1
1p + 0
−1e + 0
0νe.
Le proton reste dans le noyau tandis que l'électron et l'antineutrino sont émis (dans ce contexte l'électron est appelé particule β−). Un noyau radioactif (le « père », A
ZP) se transmute ainsi en un noyau de même masse atomique mais de numéro atomique supérieur d'une unité (le « fils », A
Z+1F) :
A
ZP ⟶ A
Z+1F + 0
−1e + 0
0νe.
Par exemple, pour le carbone 14 :
14
6C ⟶ 14
7N + 0
−1e + 0
0νe.
| Père | 3 1H  | 14 6C | 36 17Cl | 87 37Rb | 129 53I  | 137 55Cs | 176 71Lu | 187 75Re | 210 82Pb |
| Fils | 3 2He | 14 7N | 36 18Ar | 87 38Sr | 129 54Xe | 137 56Ba | 176 72Hf | 187 76Os | 210 83Bi |

#### Émission de deux électrons (désintégration β−β−)
La désintégration β−β−, ou double désintégration β−, est la désintégration simultanée de deux neutrons en deux protons, avec l'émission de deux électrons et de deux antineutrinos, comme deux désintégrations β− simples :
2 1
0n ⟶ 2 1
1p + 2 0
−1e + 2 0
0νe.
Un noyau radioactif (le « père », A
ZP) se transmute ainsi en un noyau de même masse atomique mais de numéro atomique supérieur de deux unités (le « fils », A
Z+2F) :
A
ZP ⟶ A
Z+2F + 2 0
−1e + 2 0
0νe.
Par exemple, pour le sélénium 82 :
82
34Se ⟶ 82
36Kr + 2 0
−1e + 2 0
0νe.
Ce mode de désintégration n'a été observé que pour une dizaine de radioisotopes, essentiellement par les expériences NEMO (Neutrino Ettore Majorana Observatory), GERDA (Germanium Detector Array (en)) et BAKSAN (Baksan Neutrino Observatory (en))). Les demi-vies correspondantes sont très longues : de 7,0 × 1018 (100
42Mo) à 2,3 × 1021 (136
54Xe) années,.
| Père | 48 20Ca | 76 32Ge | 82 34Se | 96 40Zr | 100 42Mo | 116 48Cd | 128 52Te | 130 52Te | 136 54Xe | 150 60Nd | 238 92U  |
| Fils | 48 22Ti | 76 34Se | 82 36Kr | 96 42Mo | 100 44Ru | 116 50Sn | 128 54Xe | 130 54Xe | 136 56Ba | 150 62Sm | 238 94Pu |

Certaines extensions du modèle standard de la physique des particules prédisent la possibilité d'une double désintégration β− sans émission de neutrino, mais ce mode de désintégration n'a encore jamais été observé.

#### Émission de neutrons (désintégration n)
La désintégration n est l'émission d'un ou plusieurs neutrons. Un noyau radioactif (le « père », A
ZP) se transmute ainsi en un noyau de même numéro atomique mais de masse atomique inférieure de k unités (le « fils », A−k
ZF), où k est le nombre de neutrons émis :
A
ZP ⟶ A−k
ZF + k 1
0n.
Ce mode de désintégration affecte des noyaux très instables, avec des demi-vies de l'ordre de 10−21 s ou moins.
| Père | 5 1H | 5 2He | 6 1H | 6 1H | 7 1H | 10 2He | 13 4Be |
| k    | 2    | 1     | 3    | 4    | 4    | 2      | 1      |
| Fils | 3 1H | 4 2He | 3 1H | 2 1H | 3 1H | 8 2He  | 12 4Be |

## Concurrence de plusieurs modes

### Exemples
Le potassium 40, de période 1,248 Ga, subit concurremment trois modes de désintégration :
- la désintégration β−, qui le transmute en calcium 40 (89,28 % des désintégrations) ;
- la capture électronique (désintégration ε), qui le transmute en argon 40 (10,72 %) ;
- l'émission de positron (désintégration β+), qui le transmute également en argon 40 (environ 0,001 %).

Le chlore 36, de période 301 ka, subit les mêmes trois modes de désintégration, la désintégration β− (→ argon 36, 98,1 % des désintégrations) et les désintégrations ε et β+ (→ soufre 36, 1,9 %).
L'uranium 238, de période 4,468 8 Ga, est sujet à deux modes de désintégration :
- très majoritairement la désintégration α, qui le transmute en thorium 234 ;
- très minoritairement la fission spontanée, qui le scinde en plusieurs noyaux plus petits (0,000 054 % des désintégrations, 5,40 × 10−7). Quoique quantitativement négligeable, la fission spontanée de l'uranium 238 est mise à profit pour la datation des roches.

### Équation d'évolution
Chaque mode de décomposition d'un nucléide est caractérisé quantitativement par sa constante de désintégration (ou constante radioactive), généralement désignée par la lettre grecque λ (avec un indice indiquant de quel mode on parle). Les constantes de désintégration sont homogènes à l'inverse d'un temps (elles se mesurent en s−1).
Si l'on désigne par {\displaystyle P(t)} le nombre de noyaux du nucléide « père » (radioactif) présents à l'instant t, le nombre de noyaux disparaissant par le 1er mode de désintégration entre les instants t et {\displaystyle t+\mathrm {d} t} est {\displaystyle \lambda _{1}P(t)\,\mathrm {d} t} ; par le 2e mode {\displaystyle \lambda _{2}P(t)\,\mathrm {d} t}, etc. Entre ces deux instants le nombre de noyaux du père varie donc de :
{\displaystyle \mathrm {d} P=-(\lambda _{1}+\lambda _{2}+\dots )\,P(t)\,\mathrm {d} t}.
On voit que l'équation d'évolution du père radioactif est la même que s'il se décomposait par un unique mode, de constante radioactive :
{\displaystyle \lambda =\lambda _{1}+\lambda _{2}+\dots }
Le nombre {\displaystyle P(t)} varie donc suivant la loi exponentielle :
{\displaystyle P(t)=P_{0}\,\mathrm {e} ^{-\lambda t}}
où {\displaystyle P_{0}} désigne le nombre initial, c.-à-d. le nombre à l'instant {\displaystyle t=0} : {\displaystyle P_{0}=P(0)}.

### Lien avec les pourcentages
Les nombres de noyaux qui disparaissent selon tel ou tel mode sont proportionnels aux constantes radioactives correspondantes, donc les pourcentages mentionnés ci-dessus sont donnés par {\displaystyle \mathrm {pc_{1}} =\lambda _{1}/\lambda }, {\displaystyle \,\mathrm {pc_{2}} =\lambda _{2}/\lambda }, etc.
Réciproquement, les constantes radioactives peuvent être calculées à partir des pourcentages et de la constante radioactive globale (ou de la période) : {\displaystyle \lambda _{1}=\mathrm {pc_{1}} \,\lambda }, {\displaystyle \,\lambda _{2}=\mathrm {pc_{2}} \,\lambda }, etc., où λ peut être calculé à partir de la période ({\displaystyle \lambda =\ln 2/T}).
Remarque : on peut définir pour chaque mode de désintégration une période radioactive, donnée par la formule habituelle : {\displaystyle T_{1}=\ln 2/\lambda _{1}}, {\displaystyle \,T_{2}=\ln 2/\lambda _{2}}, etc.. Cette période est celle qu'aurait le nucléide s'il ne subissait que ce mode de désintégration, mais elle n'a pas vraiment de sens physique puisque justement le nucléide subit concurremment plusieurs modes de désintégration. On peut néanmoins remarquer que la « loi de composition » des périodes est :
{\displaystyle T={\dfrac {1}{{\frac {1}{T_{1}}}+{\frac {1}{T_{2}}}+\dots }}}